# IBM System/360

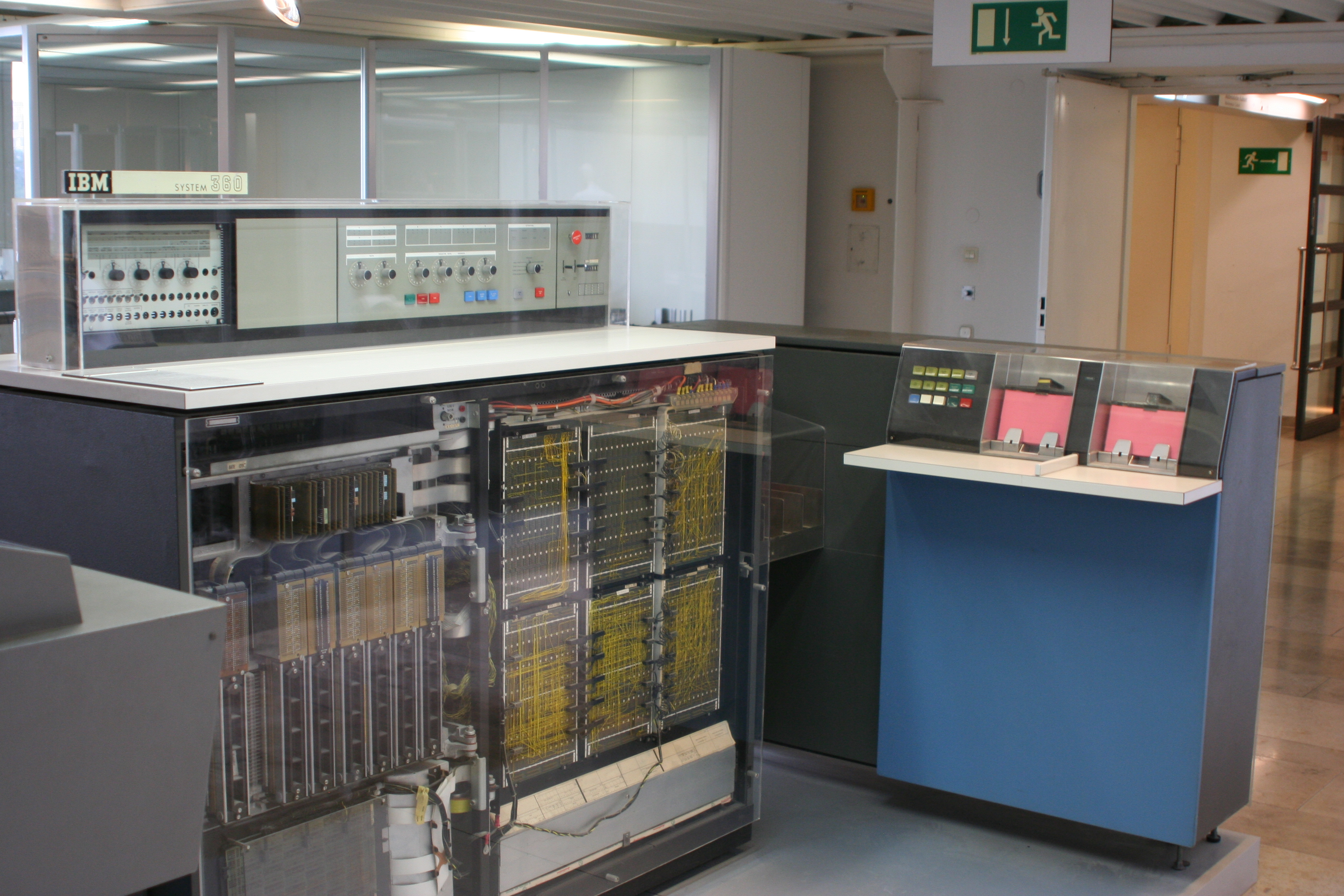
Un IBM 360/20

IBM System/360 (S/360) è una famiglia di computer mainframe annunciati da IBM il 7 aprile 1964 e realizzati tra il 1965 e il 1978. Il progettista capo per gli S/360 fu Gene Amdahl. 
La prima università in Italia ad averlo avuto fu quella di Pisa (presso il Centro Nazionale Universitario di Calcolo Elettronico) che serviva anche a fornire connessione per quella di Genova. L'IBM era conservato in una camera refrigerata per il calore che emetteva e solo poche persone potevano accedervi.
I modelli 40, 50, 65 e 75 furono introdotti tutti nel 1964.
Alcuni dati:
| Modello | Frequenza di clock | Dimensione della memoria | Prezzo    |
| ------- | ------------------ | ------------------------ | --------- |
| 40      | 1,6 MHz            | 32 KB - 256 KB           | 225000 $  |
| 50      | 2,0 MHz            | 128 KB - 256 KB          | 550000 $  |
| 65      | 5,0 MHz            | 256 KB - 1 MB            | 1200000 $ |
| 75      | 5,1 MHz            | 256 KB - 1 MB            | 1900000 $ |